# Mezőcsávás község
Mezőcsávás község (románul: Comuna Ceuașu de Câmpie) község Maros megyében, Romániában. Központja Mezőcsávás, beosztott falvai Bazéd, Galambod, Mezőfele, Mezőkölpény, Mezőménes, Mezőszabad, Szabéd.

## Népessége
A 2011-es népszámlálás adatai alapján a község népessége 5964 fő volt.
| · Mezőcsávás község nemzetiségi összetétele 2021-ben Román (38,68%) Magyar (38,25%) Cigány (11,57%) Ismeretlen (11,37%) Egyéb (0,13%) | · Mezőcsávás község felekezeti összetétele 2021-ben Ortodox (38,60%) Református (29,07%) Adventista (9,38%) Unitárius (7,26%) Római katolikus (1,35%) Nem vallásos (1,15%) Ismeretlen (11,88%) Egyéb (1,31%) |